# Beatriz Pérez
Pour les articles homonymes, voir Pérez.
Beatriz Pérez Lagunas née le 4 mai 1991, est une joueuse de hockey sur gazon espagnole. Elle évolue au poste de milieu de terrain au Club de Campo et avec l'équipe nationale espagnole.
Elle a participé aux Jeux olympiques d'été de 2016 et 2020.

## Carrière

### Coupe du monde
- : 2018

### Championnat d'Europe
- : 2019

### Jeux olympiques
- Top 8 : 2016, 2020